# Rhodeus rheinardti
Rhodeus rheinardti és una espècie de peix cipriniforme de la família dels ciprínids que es troba al Vietnam.